# Sant Andreu de Rodés
Sant Andreu de Rodés és l'església parroquial del poble de Rodés, en el terme municipal de Rialb, a la comarca del Pallars Sobirà. Pertanyia a l'antic terme del mateix nom. És dins del nucli de població de Rodés, en el seu sector occidental. D'aquesta església depenia com a sufragània la de Sant Quirze de Sant Romà de Tavèrnoles.

## Descripció
Petita església de planta rectangular amb capçalera a l'orient i porta a la façana de ponent a la qual s'hi accedeix per un petit atri adossat. A l'angle sud-oest, s'aixeca l'espadanya de dos arcs, de factura moderna construïda amb maons i amb superfícies arrebossades. L'aparell utilitzat en la resta de l'edifici és de pedra pissarrosa sense desbastar. La coberta és a dues aigües de llicorella. L'església de Rodés depenia de la de Sant Romà de Tavèrnoles.